# دی‌متیل‌کادمیوم
دی‌متیل‌کادمیوم (انگلیسی: Dimethylcadmium) یک ترکیب آلی کادمیوم با فرمول Cd(CH3)2 است. دی‌متیل‌کادمیوم یک مایع بی‌رنگ و بسیار سمی است که در هوا بخار می‌شود. این ماده یک مولکول خطی است که طول پیوند C-Cd آن ۲۱۳ پیکومتر است. این ترکیب استفاده محدودی به عنوان یک واکنش‌گر در سنتز آلی و در برآرایی بخار فلز-آلی (MOCVD) دارد. از این ترکیب شیمیایی همچنین در سنتز نانوذرات کادمیم سلنید استفاده شده‌است، اگرچه شیمیدانان تلاش کرده‌اند تا به دلیل سمی بودن این مولکول، از مادهٔ دیگری برای این استفاده به‌خصوص استفاده کنند.
دی‌متیل‌کادمیوم از طریق پردازش مولکول کادمیوم دی‌هیالید با واکنشگر گرینیارد متیل یا متیل‌لیتیم ساخته می‌شود:
CdBr
2 + 2 CH
3MgBr → Cd(CH
3)
2 + 2 MgBr
2
از همین روش، نخستین بار برای تولید این ترکیب استفاده شد.
دی‌متیل‌کادمیوم یک اسید لوئیس ضعیف است که با دی‌اتیل اتر یک ترکیب اضافی فرار ایجاد می‌کند. یک ترکیب اضافی زرد و حساس به هوا نیز با ۲٬۲'-بی پیریدین تشکیل می‌شود.